# Batabut Kantora
Batabut Kantora (Schreibvariante: Battabut Kantora) ist eine Ortschaft im westafrikanischen Staat Gambia.
Nach einer Berechnung für das Jahr 2013 leben dort etwa 1052 Einwohner, das Ergebnis der letzten veröffentlichten Volkszählung von 1993 betrug 591.

## Geographie
Batabut Kantora in der West Coast Region, Distrikt Foni Bintang-Karanai und liegt unmittelbar an der South Bank Road zwischen Sibanor und Bajakarr.
Der Ort gliedert sich in die Kabilos Bujiran, Daelo und Auraan.

## Geschichte
Der Ort wurde vom Bujiran-Kailandang-Clan gegründet.

## Kultur und Sehenswürdigkeiten
Anyamudi und Womali sind Kultplätze für Riten.